# Heliconius anactorie
Heliconius anactorie är en fjärilsart som beskrevs av Doubleday 1847. Heliconius anactorie ingår i släktet Heliconius och familjen praktfjärilar. Inga underarter finns listade i Catalogue of Life.